# Beta Gruis
Beta Gruis (β Gru / β Gruis / Beta Gruis), conosciuta anche col nome proprio Tiaki, è una stella della costellazione della Gru. Questa costellazione fu definita alla fine del XVI secolo sulla base delle osservazioni di alcuni navigatori olandesi. Precedentemente, essa era considerata dagli arabi come parte della vicina costellazione del Pesce Australe di cui costituiva la coda. Beta Gruis splende alla magnitudine apparente di +2,13; la sua declinazione è 46°S, il che ne limita la visibilità in molte aree dell'emisfero boreale. In particolare, essa è in Italia visibile solo nelle regioni meridionali, avendo l'orizzonte sud sgombro da ostacoli. Beta Gruis dista dalla Terra circa 170 anni luce.

## Caratteristiche fisiche
Beta Gruis è una stella gigante rossa di classe spettrale M5, la cui temperatura superficiale è 3.400 K. Tenendo conto della magnitudine apparente, della distanza presunta e considerando che stelle di questa temperatura emettono molta radiazione nell'infrarosso, si ricava una luminosità intrinseca 3.900 volte quella del Sole. Da questi dati inoltre si può calcolare il raggio della stella, che risulta di notevoli dimensioni: 120 milioni di Km, equivalente a 0,8 UA. Beta Gruis è quindi circa 170 volte più grande del Sole: se fosse posta al centro del sistema solare, essa sorpasserebbe l'orbita di Venere. Le dimensioni di Beta Gruis sono determinate dallo stato estremamente avanzato della sua evoluzione: essa una iniziato la sua esistenza circa 450 milioni di anni fa come una stella di classe spettrale B8, avente una massa tripla rispetto a quella del Sole; fondendo l'idrogeno del suo nucleo in elio, ha dato prima vita a un nucleo composto di questo materiale; poi ha fuso l'elio in carbonio e ossigeno. Attualmente quindi la sua struttura interna comprende un nucleo inerte di carbonio e ossigeno, circondato da una shell di elio, a sua volta circondata da una shell di idrogeno. Le reazioni nucleari avvengono in queste due ultime shell. L'aumento di temperatura del nucleo, che si è verificato dopo l'esaurimento dell'idrogeno, ha allontanato gli strati superficiali della stella, gonfiandola fino alle dimensioni attuali. Tale configurazione è instabile in quanto le shell di elio e idrogeno tendono a pulsare: le reazioni nucleari provocano innalzamenti della temperatura e la conseguente dilatazione delle shell. Tale dilatazione produce a sua volta una diminuzione della pressione e una conseguente diminuzione delle reazioni nucleari. Ciò ha come effetto quello di far collassare le shell e di riaccenderle in modo tale da fare ricominciare il ciclo. Poiché il ritmo di fusione dell'elio è fortemente dipendente dalla temperatura (è infatti proporzionale alla trentesima potenza della temperatura), piccole variazioni di temperatura bastano a incrementare o decrementare vistosamente il suo ritmo di fusione. Da questa instabilità deriva la variabilità di Beta Gruis.

## Variabilità
Beta Gruis è una variabile semiregolare di tipo SRB che alterna periodicità regolari e piccoli cambiamenti irregolari. Essa oscilla fra la magnitudine 2 e la magnitudine 2,3. Un periodo regolare dura 37 giorni. In futuro la sua instabilità è destinata ad aumentare: nei prossimi milioni di anni essa probabilmente diventerà una variabile di tipo Mira caratterizzata da ampie oscillazioni di luminosità e di dimensioni; a causa di queste oscillazioni la stella finirà per perdere gli strati esterni che lasceranno scoperto il suo nucleo di carbonio e ossigeno inerte: Beta Gruis diventerà in questo modo una nana bianca. 